# Чај у пет
„Чај у пет“ је југословенски телевизијски филм из 1984. године. Режирао га је Димитрије Јовановић, а сценарио је писао Борислав Пекић.

## Улоге
| Глумац            | Улога                           |
| ----------------- | ------------------------------- |
| Рахела Ферари     | Хелен Хоторн                    |
| Олга Спиридоновић | Нора Јермоленко                 |
| Бранко Плеша      | Јиржи Јермоленко                |
| Петар Краљ        | Паркинсон (агент за некретнине) |
| Ђурђија Цветић    | Госпођа Џонсон                  |
| Цвијета Месић     | Питерова жена                   |
| Бранка Петрић     | Комшиница                       |
| Љиљана Седлар     | Медицинска сестра               |
| Јосиф Татић       | Дејвид Џонсон                   |
| Драгана Варагић   | Сенди                           |
| Драган Зарић      | Питер                           |